# Финикус
Финикус (Феникунт, Фэникунт, греч. Φοινικούς ή Φοινικούντας) — приморская деревня в Греции. Расположена на высоте 19 м над уровнем моря, на берегу одноимённой бухты Ионического моря в юго-западной части Пелопоннеса, к северо-западу от мыса Акритас. Напротив расположены острова Инусе. Административно относится к общине (диму) Пилос-Нестор в периферийной единице Месиния в периферии Пелопоннес. Население 592 человека по переписи 2011 года. Является одним из популярнейших туристических курортов Месинии.
Гавань Финикус упоминается Павсанием. Название дано по растущим здесь пальмам (др.-греч. φοῖνιξ — финик пальчатый) или в память древней финикийской стоянки (φοῖνιξ — финикиец).
Согласно местному преданию рыбацкая деревня основана в 1840-х годах жителями расположенной севернее деревни Лаханада, беженцами с Крита. В 1889—1928 гг. называлась Таверна (Ταβέρνα). Первоначальное название получила по расположенной в деревне таверне, которая согласно местному преданию называлась «Ταβέρνα του Μπαγάσα». В 1928 году была переименована сначала в Паралия-Лаханадас (Παραλία Λαχανάδας), а в 1930 году — в Финикус.

## Сообщество Финикус
Сообщество Паралия-Лаханадас (Κοινότητα Παραλίας Λαχανάδας) создано в 1929 году (ΦΕΚ 221Α). В 1930 году (ΦΕΚ 51Α) переименовано. В сообщество Финикус входят пять населённых пунктов и острова Айия-Мариани и Схиза. Население 677 жителей по переписи 2011 года. Площадь 20,551 квадратный километр.
| Населённый пункт      | Население (2011), человек |
| --------------------- | ------------------------- |
| Айия-Мариани (остров) | 0                         |
| Анемомилос            | 22                        |
| Гризокамбос           | 25                        |
| Луца                  | 13                        |
| Схиза (остров)        | 0                         |
| Финикус               | 592                       |
| Хунакия               | 25                        |

## Население
| Год  | Население, человек |
| ---- | ------------------ |
| 1991 | 562                |
| 2001 | 517                |
| 2011 | ↗ 592              |